# Polnisch Artúr
Polnisch Artúr (Pélmonostor, 1892. január 14. – 1965.) lőcsei bankár, újságíró, politikus, Lőcse alpolgármestere.

## Élete
Apja Polnisch Árpád (1860–1931) erdész, nevelőapja id. Polnisch Artúr (1848-1914) tiszteletbeli ezredorvos, vármegyei és kórházi főorvos volt. A Keleti Kereskedelmi Akadémián tanult. 1914-ben Berlinben szolgált.
1918-tól a Szepesi Hírlap felelős szerkesztője, majd a Szepesi Híradó-Szepesi Hírlap főszerkesztője volt. Előbb a szepesi német párt tagja, majd az 1926-ban Iglón megalakult Magyar Nemzeti Párt szepességi tagozatának alelnöke lett. 1927-ben a Zipser Deutsche Partei és az OKP támogatásával harmadszor is Lőcse másodpolgármesterének választották. A budapesti Szepesi Egyesület tagja volt, ami irredenta szervezetnek minősült, ami miatt Csáky Gusztávval együtt elítélték, de 1931-ben a felsőbb bíróság felmentette. 1932 elején meghalt Hoepfner Gusztáv, a Szepesi Hitelbank vezérigazgatója, így ő lett a bank igazgatója. 1932-1939 között a Telléry Gyula halála után újraindított lőcsei Szepesi Híradó hetilap felelős kiadója, főszerkesztője, de a munka nagy részét Kőszeghy Elemérre hagyta. Ótátrafüred és a Tátrai Fürdőszövetség igazgatója, a Központi Fürdőszövetség titkára és a Szlovákiai Magyar Párt lőcsei helyi szervezetének elnöke volt. 1945-ben az NKVD elvitte.
A második világháború után a Szlovákiai Menekült Demokrata Magyarok Tanácsának (később Szlovákiai Demokrata Magyarok Bizottsága) alapító tagja, illetve tagja volt a Mezőgazdasági és Háziipari Kulturális Szövetkezet igazgatóságának.

## Művei
- 1925 A Szepesség termelési tényezői. Levoca-Lőcse
- 1932 “Hogyan lett belőlem ‘újságcsináló,’” Szepesi Híradó–Szepesi Hírlap 1932. január 30.
- 1941 Elzálogosított városok. Szlovákiai magyar honismereti könyvtár, Pozsony